# Litosanthes
Litosanthes é um género botânico pertencente à família Rubiaceae.